# 越野賽

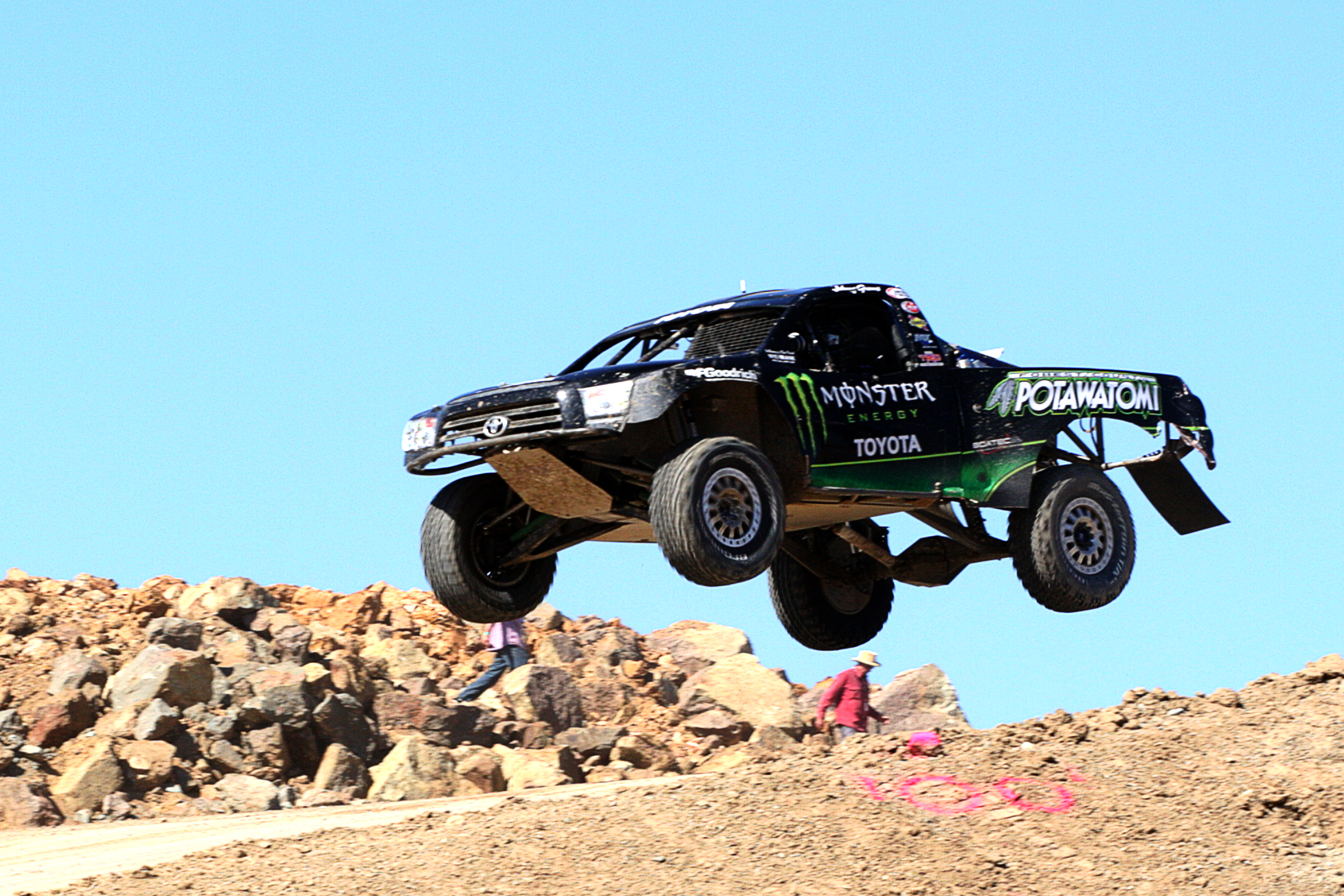
越野賽

越野赛是一項動力運動，主要由经过改装的车辆（汽车、运动型多用途车、货车、摩托車、全地形車）在越野環境（雪地、泥地）下比賽。一般情况下，越野赛的赛程不超过15天，比赛必须在白天进行。